# УФЦ 313
 
UFC 313: Переира против Анкалајева је предстојећи догађај мешовитих борилачких вештина у продукцији Ultimate Fighting Championship-а који ће се одржати 8. марта 2025. у Т-Мобиле Арени у Парадајс, Невада, Сједињене Америчке Државе. 

## Позадина
Очекује се да ће главна изложба бити меч за UFC шампионат у полутешкој категорији између актуелног шампиона (такође бившег UFC шампиона у средњој категорији, бившег Glory шампиона у средњој и полутешкој категорији ) Алекс Переире и Магомеда Анкалаева. 
Очекује се да ће меч у пет рунди у лакој категорији између бившег привременог UFC шампиона у лакој категорији Џастин Гејџија и Ден Хукера бити ко-хедлајнер. 
Борба између тешкаша Џоната Диниза и Витора Петрина отказана је након што је Петрино био приморан да се повуче због тениског лакта. У овом тренутку није јасно да ли ће званичници UFC-а тражити замену. 
Меч у тешкој категорији између бившег привременог изазивача UFC шампионата у тешкој категорији Куртиса Блејдса и промотивног новајлије Ризвана Куњева био је заказан за "UFC Fight Night: Cejudo vs. Song" .  Међутим, меч је премештен на овај догађај из непознатих разлога. 
Био је заказан меч у бантам категорији између Криса Гутијереза и непораженог Жана Матсумота.  Међутим, Мацумото је повучен са овог догађаја како би био замена борца против Роб Фонта на "UFC Fight Night: Cejudo vs. Song" две недеље раније. Нејасно је да ли ће се наћи замена за Гутијереза. 
Бруно Густаво да Силва и Џошуа Ван требали су се састати у мува категорији на прелиминарној карти.  Међутим, 17. фебруара, Силва се повукао из неоткривених разлога и заменио га је победник "Road to UFC Season 2" у мушој категорији Реи Тсуруиа. 
1. ↑  Nolan King (2024-11-16). „UFC announces 2025 schedule including slew of new events”. mmajunkie.usatoday.com. Приступљено 2024-11-16.
2. ↑  Mike Bohn (2025-01-18). „Alex Pereira vs. Magomedov Ankalaev title fight headlines UFC 313 in March”. mmajunkie.usatoday.com. Приступљено 2025-01-18.
3. ↑  Staff (2025-01-18). „Justin Gaethje books date with Dan Hooker at UFC 313 in Las Vegas”. mmajunkie.usatoday.com. Приступљено 2025-01-18.
4. ↑  Guilherme Cruz (2025-01-20). „UFC 313 loses heavyweight fight due to double elbow injury”. mmafighting.com. Приступљено 2025-01-21.
5. ↑  Alexander K. Lee (2024-12-13). „Curtis Blaydes’ return set for UFC Seattle”. mmafighting.com. Приступљено 2025-02-12.
6. ↑  Mike Bohn (2025-02-12). „Curtis Blaydes vs. Rizvan Kuniev shifted from Seattle to UFC 313 in Las Vegas”. mmajunkie.usatoday.com. Приступљено 2025-02-12.
7. ↑  Jed Meshew (2025-01-05). „UFC 313 adds bantamweight scrap to March fight lineup”. mmafighting.com. Приступљено 2025-02-15.
8. ↑  Nolan King (2024-12-14). „Rob Font booked to fight replacement opponent at UFC Seattle”. mmajunkie.usatoday.com. Приступљено 2025-02-15.
9. ↑  Guilherme Cruz (2025-01-02). „UFC 313 lands 3 new matchups for March event”. mmafighting.com. Приступљено 2025-01-03.
10. ↑  Jed Meshew (2025-02-17). „Bruno Silva out of UFC 313, Rei Tsuruya steps in against Joshua Van”. mmafighting.com. Приступљено 2025-02-17.